# 부작위
부작위(不作爲)이란 일정한 처분을 하여야 할 법률상의 의무를 이행하지 않는 것이다.

## 부작위의무
부작위의무는 철거명령 등을 통해 작위의무로 전환시킨 후에 대집행의 대상이 될 수 있다

## 부작위에 의한 살인죄
작위의무가 있음에도 불구하고 행동하지 않음으로써 살인의 결과를 발생시킨 범죄이다. 형법에 명시되어 있지는 않지만, 형법상 부작위범 일반 이론에 따라 보증인 지위가 있는 자가 작위의무를 위반하여 타인을 사망하게 한 경우, 작위에 의한 살인죄와 동일하게 평가될 수 있다. 조카를 물에 빠지게 한 후 구호가 없어 익사케 한 경우는 부작위에 의한 살인죄가 성립할 수 있다.

## 판례

### 위법한 부작위에 의한 자치권한 침해

#### 부산강서구와 진해시 간의 권한쟁의 사건
피청구인이 청구인에게 현재까지 위 토지들에 대한 사무와 재산을 인계하지 않고 있는 이 사건 부작위는 지방자치법 제5조를 위법한 위법이 있고, 이러한 위법한 부작위는 위 토지들을 관할구역으로 하는 청구인의 자치권한을 침해는 것이다. 그리고 이 사건 점용료부과처분은 피청구인이 자신의 관할구역이 아닌 청구인의 관할구역에 대하여 권한 없이 행한 것으로서 위법할 뿐만 아니라 청구인의 자치권한을 침해한 것이다. 따라서 피청구인의 이 사건 부작위는 위법함을 확인하고, 이 사건 점용료부과처분은 청구인이 주장하는 청구취지에 따라 취소되어야 한다

### 퇴임재판관 후임자선출 부작위 위헌확인 사건
헌법소원사건(2012헌마2)에서 재판관 5(각하):4(반대) 의견으로 각하 결정했다

## 참고 문헌
- 헌법재판소 판례 2014.4.24. 2012헌마2

## 같이 보기
- 부작위에 의한 살인죄
- 부작위범
- 부작위위법확인소송
- 일본군위안부의 배상분쟁 해결 부작위 사건
- 사법시험성적의 세부산출방법에 관한 행정입법부작위 사건
- 군법무관의 보수에 관한 행정입법부작위 사건